# Conclave de 1513
Le conclave de 1513 se déroule à Rome, du 4 mars 1513 au 9 mars 1513, juste après la mort du pape Jules II. Il aboutit à l'élection du cardinal Giovanni di Lorenzo de Medici qui devient le pape Léon X.

## Cardinaux-électeurs
- Raffaele Riario
- Domenico Grimani
- Jaime Serra i Cau
- Marco Vigerio della Rovere
- Francesco Soderini
- Giovanni de' Medici
- Alessandro Farnese
- Luigi d'Aragona
- Tamás Bakócz
- Marco Cornaro
- Francisco de Remolins
- Niccolò Fieschi
- Adriano di Castello
- Robert Guibé
- Leonardo Grosso della Rovere
- Carlo Domenico del Carretto
- Sigismondo Gonzaga
- Sisto Gara della Rovere
- Christopher Bainbridge
- Antonio Maria Ciocchi del Monte
- Pietro Accolti
- Achille Grassi
- Matthäus Schiner
- Bandinello Sauli
- Alfonso Petrucci

## Source
- (en) Cet article est partiellement ou en totalité issu de l’article de Wikipédia en anglais intitulé « Papal conclave, 1513 » (voir la liste des auteurs).